# Pla de les Eres
El Pla de les Eres pertenece a la Partida de Planets de Jalón, y actualmente ha quedado incorporado en su totalidad al casco urbano de la población. Comprende los solares situados al norte de la avenida Joanot Martorell, eje viario de conexión entre las carreteras de Llíber y Benisa.

## Etimología
Su nombre hace referencia a las antiguas eras de batir el trigo, hoy desaparecidas porque de este cereal hace muchos años que no se hacen plantaciones en Jalón. Este nombre no aparece recogido en la actual toponimia oficial del municipio, aunque tiene mucha tradición.

## Importancia histórica de las eras
Antiguamente, las eras de batir eran propiedad del señor, y no podían ser objeto de ningún tipo de cesión. En el Capítulo VI de la Carta Puebla de Jalón y Llíber (1611) se hace constar expresamente la prohibición de batir los cereales en casa. Los vasallos deben llevar directamente la cosecha a la era (o eras) del señor y, en el momento de acabar el vareo, debían abonarle una tasa. En caso de contravención, al infractor se le tomaba la cosecha y se le imponía una multa de 60 sueldos. Si mediaba una denuncia el delator recibía el tercio, es decir, 20 sueldos.

## El Pozo de les Figueretes
Como mudo testigo del pasado, en el Pla de las Eres se encuentra el Pozo de las Higueras, que formaba parte de la red de pozos públicos, todos ellos circulares y de grandes dimensiones, que estaban ubicados estratégicamente en las entradas de Jalón, con la función de proveer de agua a personas y animales. La instalación del agua corriente en la década de los sesenta del siglo pasado significó el fin de este sistema de abastecimiento.
El Pozo de las Higueras tiene el brocal muy deteriorado, pero la bóveda a primera vista está en buen estado de conservación. Es un pozo de fuente que se nutre de una veta subterránea, de la que también se abastecen otros pozos de particulares, situados en su proximidad. Por la escasez de su caudal, nunca se le ha dado un uso agrícola. Las higueras, a que alude su nombre, ningún de los vecinos recuerda haberlas conocido.

## Vinculación con Llíber
El Pla de les Eres tiene una especial vinculación con la vecina población de Llíber porque, cuando aún no se había abierto la avenida Joanot Martorell, todas las personas y vehículos que desde Llíber se dirigían a Jalón debían atravesarlo. Este carácter de zona de paso explica que a los inicios del siglo XIX se instalara una venta en la casa situada en el número 43 de la calle de San Joaquín.
- Datos: Q5553206